# Југославија на Медитеранским играма 1951.
Југославија је учествовала на 1. Медиреранским играма 1951. одржаним од 5. до 20. октобра у Александрији у Египту. Учесници Игара  били су искључиво мушкарци.  Учествовало је 12. репрезентација у 13 спортских грана.
Југославију је представљало 16 спортиста, који су се такмичили само у једном спорту — атлетици. Занимљиво је да је од 16 учесника 15 освајало медаље.
Прву златну медаљу за Југославију освојо је 7. октобра скакач удаљ Борис Брандл скочивши 7,28 метара.
Мадаље су освајали представници 9 земаља. Репрезентативци Југославије заузели су 6. место са 15 освојених медаља од који су биле 3 златне, 5 сребрних и 7 бронзаних.
|   |   |   |
| 3 | 5 | 7 |

## Освајачи медаља

### Злато
- Божидар Ђурашковић - 3.000 метара са препрекама
- Борис Брандл — скок удаљ
- Бранко Дангубић — бацање копља

### Сребро
- Здравко Церај — 5.000 метара
- Фрањо Михалић — 10.000 метара
- Петар Шегедин — 3.000 метара са препрекама
- Иван Губијан — бацање кладива
- Игор Зупанчич, Андрија Отенхајмер, Марко Рачић, Звонко Саболовић — штафета 4 х 400 метара

### Бронза
- Звонко Саболовић — 400 метара
- Здравко Церај — 1.500 метара
- Стеван Павловић — 5.000 метара
- Игор Зупанчич — 400 метара препоне
- Михајло Димитријевић — скок увис
- Рудолф Галин — бацање кладива
- Марко Рачић, Звонко Саболовић, Борис Брандл, Петар Пецељ — штафета 4 х 100 метара

### Медаље нису освојили
- Петар Шарчевић — бацање кугле

## Резултати по дисциплинама
| Дисциплина       | Такмичар                                                      | Клуб                                           | Резултат | Пласман |
| ---------------- | ------------------------------------------------------------- | ---------------------------------------------- | -------- | ------- |
| 100 м            | Петар Пецељ                                                   | АК Црвена звезда, Београд                      | 11,3     | 4.      |
| 400 м            | Звонко Саболовић                                              | АК Партизан, Београд                           | 48,6     |         |
| 400 м            | Марко Рачић                                                   | АК Партизан, Београд                           | 51,0     | 4.      |
| 800 м            | Андрија Отенхајмер                                            | АК Партизан, Београд                           | 1:55,9   | 5.      |
| 1.500 м          | Здравко Церај                                                 | АК Партизан, Београд                           | 4,01,5   |         |
| 5.000 м          | Здравко Церај                                                 | АК Партизан, Београд                           | 15,05,2  |         |
| 5.000 м          | Стеван Павловић                                               | АК Партизан, Београд                           | 15:05,5  |         |
| 5.000 м          | Фрањо Михалић                                                 | АК Партизан, Београд                           | 15,05,2  | 4       |
| 10.000 м         | Фрањо Михалић                                                 | АК Партизан, Београд                           | 31:42,8  |         |
| 400 м препоне    | Игор Зупанчић                                                 | АК Кладивар Цеље                               | 48,6     |         |
| 3.000 м препреке | Божидар Ђурашковић                                            | АК Партизан, Београд                           | 9:38,5   |         |
| 3.000 м препреке | Петар Шегедин                                                 | АК Партизан, Београд                           | 9:39,2   |         |
| Скок увис        | Михајло Димитријевић                                          | АК Партизан, Београд                           | 1,80     |         |
| Скок удаљ        | Борис Брандл                                                  | АК Партизан, Београд                           | 7,28     |         |
| Бацање копља     | Бранко Дангубић                                               | АК Црвена звезда, Београд                      | 65,82    |         |
| Бацање кугле     | Петар Шарчевић                                                | АК Црвена звезда, Београд                      | 14,39    | 5.      |
| Бацање кладива   | Иван Губијан                                                  | АК Партизан, Београд                           | 51,20    |         |
| Бацање кладива   | Рудолф Галин                                                  | АК Младост Загреб                              | 50,43    |         |
| Штафета 4 х 100  | Марко Рачић Звонко Саболовић Борис Брандл Петар Пецељ         | АК Партизан, Београд АК Црвена звезда, Београд | 43,9     |         |
| Штафета 4 х 400  | Игор Зупанчич Андрија Отенхајмер Марко Рачић Звонко Саболовић | АК Кладивар Цеље АК Партизан, Београд          | 43,9     |         |